# Zammarini
Zammarini is een tribus van halfvleugeligen uit de familie zangcicaden (Cicadidae).

## Geslachten
De volgende geslachten zijn bij de  tribus ingedeeld:
- Borencona Davis, 1928
- Chinaria Davis, 1934
- Daza Distant, 1905
- Juanaria Distant, 1920
- Miranha Distant, 1905
- Odopoea Stål, 1861
- Onoralna Boulard, 1996
- Orellana Distant, 1905
- Procollina Metcalf, 1952
- Uhleroides Distant, 1912
- Zammara Amyot & Audinet-Serville, 1843
- Zammaralna Boulard & Sueur, 1996